# OMX Baltic 10
OMX Baltic 10 (OMX 10) — регіональний фондовий індекс, включає 10 найбільших компаній, чиї акції торгуються на Вільнюській, Ризькій і Таллінській біржах.

## Компоненти
В індекс входять наступні компанії (станом на 15 липня 2024):
| Компанія           | Країна  | Галузь                    | Тикер |
| ------------------ | ------- | ------------------------- | ----- |
| Apranga            | Литва   | роздрібна торгівля одягом | APG1L |
| LHV Group          | Естонія | банкові послуги           | LHV1T |
| Coop Pank          | Естонія | банкові послуги           | CPA1T |
| Enefit Green       | Естонія | відновлювана енергетика   | EGR1T |
| Ignitis grupe      | Литва   | електрична енергетика     | IGN1L |
| Merko Ehitus       | Естонія | будівництво               | MRK1T |
| Šiaulių bankas     | Литва   | фінансові послуги         | SAB1L |
| Tallink            | Естонія | морські перевезення       | TAL1T |
| Tallinna Sadam     | Естонія | портова організація       | TSM1T |
| Tallinna Kaubamaja | Естонія | торгівля                  | TKM1T |